# Клан (этнология)
Клан (от гэльск. clann «родня», «потомство») — унилинейное родственное объединение, возводящее своё происхождение к единому предку, точные генеалогические связи с которым не прослеживаются.
В других источниках указано, что Клан — галльское слово сland или clann значит семя, а в более общем смысле — дети, потомство, то есть своеобразная родовая община, на что указывает самое значение термина (семья, дети, потомство).

## История
В литературе по этнологии и социальной антропологии термин «клан» зачастую применяется несколько шире по отношению к любым родственным группировкам доклассовых и раннеклассовых обществ. Изначальное же значение кельтского (гэльского) слова «клан» связано с билатеральными родственными группами, сходными с древнегерманскими сибами (термин «сиб», используемый в работах этнологов США, является синонимом термина «клан», характерного, в частности, для научной традиции Великобритании).
Ввиду отсутствия в этнологических исследованиях универсальной терминологии понятие «клан» может соотноситься с самыми разнообразными родственными группами. Его употребляют как синоним терминам «линидж», «максимальный линидж» (объединения, в которых прослеживается генеалогические связи, ведущие к реальному, а не мифическому предку), под ним могут подразумевать также надлиниджные унилинейные образования, не имеющие генеалогической структуры. Термином «клан» могут называть только патрилинейные родственные группы (Л. Г. Морган) или же только матрилинейные группы (Дж. Мёрдок). В ряде работ по этнологии кланом называют группу родственных семей, главы которых ведут своё происхождение от общего мужского предка (одно из значений патронимии), а также родовую общину, основанную на локализованном кровнородственном ядре. В отечественной литературе термин «клан» в основном употребляется в качестве синонима термина «род», что является не совсем точным сравнением, изредка под наименованием «клан» могут иметь в виду понятие «патронимия». У Н. А. Бутинова под названием клана подразумевается родовая община. У М. В. Крюкова кланом называется сегментированная совокупность родственных элементарных (малых) семей.
В этнологии нередко встречаются также термины «эгалитарный клан» и «конический, или стратифицированный, или аристократический клан». Последний обозначает иерархическую структуру из нескольких линиджей соответствующего статуса, выстроенную по принципу первородства (ранее по отношению к подобным структурам применялся термин «рэмидж»).
В новейших исследованиях по этнологии, в первую очередь, в англоязычных, отмечается тенденция придавать терминам единое содержание. В связи с чем учёные стремятся следовать основному общему значению термина «клан», которое определяется, как «унилинейная кровнородственная корпоративная группа, члены которой возводят своё происхождение к общему предку, но не могут проследить все свои родственные связи генеалогически». Клан при этом может объединять несколько линиджей. Он может быть как экзогамным, так и эндогамным.